# Prooemium
Prooemium – późnołacińska nazwa przedmowy lub wstępu, np. do rozprawy, kodeksu, ustawy, litanii itp. Do dziś stosowana w publikacjach prawniczych i kościelnych.
W retoryce termin "prooemium" (także exordium) oznacza pierwszą z pięciu części schematu kompozycyjnego mowy. Prooemium stanowi wstęp do mowy mający za zadanie pozyskanie przychylności słuchaczy oraz ogólne zapoznanie ich z jej tematem. 
Według wielu retoryków starożytnych ostatnia z pięciu części mowy, peroracja, powinna stanowić rzeczowe powtórzenie prooemium. Pierwsza i ostatnia część mowy muszą być przy tym jednak odmienne stylistycznie – prooemium utrzymane ma być w stylu rzeczowym i spokojnym, peroracja zaś powinna wywrzeć na słuchaczach silny wpływ emocjonalny. Reguła ta nie była jednak ściśle przestrzegana – np. początek I Katylinarki Cycerona utrzymany jest w tonie spontanicznego oburzenia. 